# Барахас, Анхель
Анхель Габриэль Барахас Вивас (исп. Ángel Barajas; род. 12 августа 2006, Кукута) — колумбийский гимнаст, серебряный призёр летних Олимпийских игр 2024 года в упражнениях на перекладине.

## Биография
Анхель Барахас родился 12 августа 2006 года в Кукуте, в семье Анжелики Марии Вайнс и Уилсона Барахаса.
В 2023 году на юниорском чемпионате мира по спортивной гимнастике, который проходил в турецкой Антальи, завоевал две золотых, одну серебряную и одну бронзовую медали, став чемпионом в упражнениях на брусьях и в вольных упражнениях.
В 2024 году Барахас получил право участвовать в соревнованиях по спортивной гимнастике среди взрослых. В середине февраля он дебютировал на этапе Кубка мира в Каире. По итогам серии этапов Кубка мира в 2024 году Барахас завоевал индивидуальную путевку на Олимпийские игры в Париже.
На Олимпийских играх 2024 года Барахас выступал только в соревнованиях на брусьях и перекладине. Во время квалификации он прошел в финал соревнований на перекладине и был третьим запасным в финале соревнований на брусьях. В заключительный день соревнований по спортивной гимнастике Барахас на перекладине был удостоен высокой оценки — 14,533 балла, наивысший результат дня. Однако в тай-брейке он уступил японцу Синносукэ Оке и завоевал серебряную медаль, став первым колумбийским гимнастом, завоевавшим олимпийскую награду.